# Nichtcodierende Desoxyribonukleinsäure
Als nichtcodierende Desoxyribonukleinsäure (englisch noncoding DNA, ncDNA) werden diejenigen Teile der Desoxyribonukleinsäure (DNA) bezeichnet, die nicht – via Transkription in Messenger-RNA (mRNA) – für Proteine codieren.
Auch für diese nichtcodierende DNA wurden vielfältige Funktionen gefunden.
Einige nichtcodierende DNA wird in funktionelle nichtcodierende RNA umgeschrieben, beispielsweise in Transfer-RNA (tRNA), ribosomale RNA (rRNA) oder regulatorische RNA (RNAi) transkribiert; solche Anteile sind bei allen zellulären Organismen vorhanden.
Zum „funktionslosen“ Anteil nichtcodierender DNA (en. junk DNA) gehören die sog. Pseudogene.
Bei höheren Organismen (Eukaryonten) wie Menschen, Tieren und Pflanzen ist der ganz überwiegende Teil der DNA im genannten Sinne „nicht codierend“ bzw. funktionslos.
Es ist unbekannt, wie groß der Anteil der nichtcodierenden DNA mit Funktion gegenüber dem funktionslosen Anteil ist.

## Vorkommen
Protein-codierende DNA dient als Vorlage für die Messenger-RNA, welche wiederum bei der Synthese der Proteine als Vorlage verwendet wird. Der erstere Vorgang wird als Transkription, der letztere als Translation bezeichnet. Auch nicht-codierende DNA-Bereiche werden vielfach transkribiert, die resultierenden RNAs werden aber nicht für die Translation verwendet (nichtcodierende Ribonukleinsäure). Klassische, schon lange bekannte Beispiele sind die ribosomale und die Transfer-RNA, die beide ebenfalls bei der Translation essentielle Funktionen haben, aber nicht als Vorlage dienen.
Nichtcodierende DNA ist vor allem charakteristisch für Eukaryoten, bei denen sie den größten Teil des Genoms ausmacht, während ihr Anteil bei prokaryotischen Genomen nur 5–20 % beträgt.
In der menschlichen DNA werden zurzeit etwa 95 % der Nukleotide als nichtcodierende DNA betrachtet, das heißt, maximal 5 % der Nukleotide, aus denen die DNA besteht, codieren Erbinformation für Proteine.
Das ENCODE-Projekt, bei dem die funktionellen Elemente des Genoms beschrieben werden sollen, ist zu dem Ergebnis gekommen, dass diese Bereiche jedoch trotzdem zu einem großen Teil transkribiert, also in RNA umgeschrieben werden.
In einer Folgestudie kam das ENCODE-Projekt zu dem Ergebnis, dass sogar über 80 % des menschlichen Genoms eine biochemische Aktivität (in der Regel Transkription) aufweist.
Eine andere Studie, welche die Häufigkeit von RNA-Transkripten analysiert, kommt zu dem Ergebnis, dass nichtcodierende Bereiche praktisch nicht transkribiert werden.
Dieser Widerspruch hat zu der Hypothese geführt, dass ein Großteil der nichtcodierenden RNA-Transkripte nicht stabil ist und kurz nach der Transkription bereits wieder degradiert wird.

## Beispiele
Den größten Anteil nichtcodierender DNA machen transponible Elemente aus, etwa 45 % des menschlichen Genoms.
Weit verbreitet sind weiterhin die sogenannten Pseudogene, Kopien von Genen, die aufgrund von Mutationen nicht mehr funktionsfähig sind. Sie gelten im Rahmen der Evolutionstheorie als Ausgangsmaterial für neue Gene mit neuen Funktionen.
Bedeutende Anteile der nichtcodierenden DNA machen repetitive Sequenzen aus, die aus zahlreichen Wiederholungen einer Basensequenz bestehen.
Auch reguläre Gene enthalten nichtcodierende Abschnitte: die Promotor-Region, die der Regulation der Aktivität des Gens (Genexpression) dient, und die Introns, die zwar mit transkribiert werden, deren Transkripte jedoch vor der Translation entfernt werden (Splicing). Weitere nichtcodierende DNA-Abschnitte, die selbst nicht Bestandteile von Genen sind, aber durch Interaktion mit Promotoren bei der Regulation der Genexpression mitwirken, sind die Enhancer und Silencer.
Nichtcodierend sind des Weiteren die Telomere, die Enden der Chromosomen.

## Funktionen nichtcodierender DNA
Es sind viele Abschnitte nichtcodierender DNA bekannt, die für den Organismus essentielle Funktionen ausüben und evolutionär konserviert werden. Nichtcodierende DNA übt unter anderem wichtige Funktionen bei der Genregulation sowie für die chromosomale Struktur aus.
Zu unterscheiden ist zwischen einer direkten Funktion im Organismus und einer langfristigen evolutionären Bedeutung. Manche Typen nichtcodierender DNA, wie Pseudogene oder transponible Elemente haben eine wichtige Rolle in der Evolution inne, auch wenn sie keine unmittelbare Funktion erfüllen.
Mittels Hirnorganoiden, die aus Stammzellen gezüchtet wurden, wurde experimentell gezeigt, wie nichtkodierende DNA auch signifikante Unterschiede zwischen Menschen und Schimpansen verursachen kann. Hier, beispielsweise, über die CRE-regulierte Expression des Gens ZNF558 für einen Transkriptionsfaktor, der das SPATA18-Gen reguliert.

## Debatte um „Junk-DNA“
Der Begriff „Junk-DNA“, der in den 1960er Jahren durch Susumu Ohno (1928–2000) populär wurde, bezeichnet DNA, die keine Funktion für den Organismus ausübt. Die Frage, ob ein bedeutender Anteil der menschlichen DNA funktionslos ist, ist Gegenstand einer bis heute andauernden wissenschaftlichen Debatte.
Die Ergebnisse des ENCODE-Projektes, dessen Autoren über 80 % des menschlichen Genoms eine Funktion zuschrieben, haben zu Medienberichten geführt, in denen das Konzept von Junk DNA für widerlegt erklärt wurde. Die Definition des Begriffs „Funktion“ über biochemische Aktivität der ENCODE-Autoren (anstelle von Nutzen für den Organismus) haben jedoch zu teils scharfer Kritik an dieser Interpretation der Ergebnisse geführt.
Zu den Argumenten der Befürworter von Junk-DNA gehört das C-Wert-Paradoxon, exemplifiziert durch den „Onion Test“, welcher die Frage aufwirft, weshalb die Zwiebel (Allium cepa) ein um einen Faktor 5 größeres Genom als der Mensch hat, wenn nicht weite Teile hiervon nichtfunktional sind.
Für die Entbehrlichkeit von Teilen nichtcodierender DNA spricht weiter das Ergebnis einer Studie, bei der zwei längere Abschnitte nichtcodierender DNA aus dem Genom von Mäusen entfernt wurden, was zu keinen merkbaren Unterschieden im Phänotyp führte.
Da für den Großteil nichtcodierender DNA unbekannt ist, ob ihr funktionale Aufgaben zukommen, ist es weiterhin eine offene Frage, wie groß der Anteil nichtcodierender DNA ist, der eine Funktion ausfüllt.